# Шелест Дмитро Вікторович
Дмитро Вікторович Шелест (9 квітня 1953, Львів — 29 квітня 1992, там само) — український мистецтвознавець. Працював у Львівській картинній галереї на посаді завідувача відділом західноєвропейського мистецтва. Загинув від куль озброєних зловмисників під час пограбування Львівської картинної галереї у квітні 1992 року.

## Біографія
Протягом шістнадцяти років працював у Львівській картинній галереї на посаді завідувача відділом західноєвропейського мистецтва.
Автор праць:
- «Західноєвропейський рисунок XVI–XVIII століть із збірок Львова»;
- «Львівська картинна галерея. Польський живопис».

Загинув 29 квітня 1992 року, захищаючи від озброєних грабіжників цінності Львівської картинної галереї. Разом із ним загинув заступник директора з господарської частини Ярослав Волчак. Таке вбивство під час викрадення витворів мистецтва було скоєно вперше у світі. Викрадено картину польського художника Яна Матейка «Ян Собеський під Віднем» і два полотна Артура Гроттгера «Ноктюрн» і «Поєднані». Довкола крадіжки було багато чуток, зокрема, казали те, що вона виконана «на замовлення», оскільки поцуплені картини не мають надвеликої мистецької вартості, оцінити їх може лише фахівець-колекціонер.
Дмитра Шелеста поховано у Львові на 63 полі Янівського  цвинтаря. Автор надгробка на могилі Д. Шелеста — скульптор Мирон Сікора.

## Вшанування
29 квітня 1993 року у вестибюлі Львівської картинної галереї, що на вулиці Стефаника, 3 у Львові відкрита меморіальна таблиця в пам'ять про загиблих працівників галереї — науковця Дмитра Шелеста та заступника директора з господарських питань Ярослава Волчака.
14 липня 1993 року у Львові створено меморіальний фонд Дмитра Шелеста (нині — ГО «Фонд Дмитра Шелеста у Львові»), який очолює дружина Дмитра — науковий співробітник Львівської національної галереї мистецтв імені Бориса Возницького Надія Анатоліївна Шелест.
6—7 грудня 2007 року у Національному Києво-Печерському історико-культурному заповіднику відбулася XII Міжнародна наукова конференція «Могилянські читання» на тему: «Музейники XX століття — дослідники української сакральної культури», на якій із доповіддю «Дмитро Вікторович Шелест — дослідник, громадський діяч, особистість» виступила кандидат мистецтвознавства, провідний науковий співробітник Національного Києво-Печерського історико-культурного заповідника..